# Palau de l'Almirall
El palau de l'Almirall és un palau gòtic que pertanyia a l'almirall d'Aragó i que se situa molt a prop dels banys de l'Almirall i del Centre Arqueològic de l'Almoina, i alberga en l'actualitat la Conselleria d'Hisenda. Es troba al núm. 14 del carrer del Palau, al barri de la Xerea, districte de la Ciutat Vella de València. Com a edifici seu d'una conselleria, la seua visita és limitada al dissabte. És un magnífic exemple de mansió senyorial, amb l'únic pati-vestíbul genuïnament gòtic entre els edificis palatins de caràcter privat de la ciutat.
Els solars d'aquesta casa havien estat cedits als almiralls per la Corona d'Aragó després de la conquesta de València per Jaume I. Subsisteixen a la part posterior de l'edifici gòtic uns banys de tipologia àrab, els anomenats banys de l'Almirall, actualment amb accés independent. En aquesta casa, van viure els comtes de Sinarques, descendents dels almiralls, més tard va ser ocupada pels marquesos de Guadalest, que van encarregar la reforma del segle divuit de la façana i, finalment, pels marquesos d'Ariza, als quals es deu la intervenció neogòtica del mur est del pati.

## Arquitectura
La façana principal del palau va ser reformada al segle xviii, i presenta en l'actualitat un aspecte molt pobre en haver perdut les decoracions pictòriques que animaven l'arrebossat uniforme i llis dels paraments. Les obertures, excepte la portada, són d'aresta viva; àmplies i rectangulars s'obren totes a balcons de ferro forjat de pronunciada volada. La portada és també adovellada i està realitzada per un gruixut marc motllurat de pedra que deixa espai sobre la seua clau per a un escut heràldic adornat amb fullaraques arrissades i carnoses, on apareixen reflectits els blasons dels llinatges de Palafox i Cardona.
Aquesta portada dona accés a un ampli vestíbul de parets de pedra, cobert amb un enteixinat de bigam de fusta sense treballar sobre permòdols de pedra. En el mur est, s'obre una porteta moderna d'arc conopial, amb un tram d'escala que dona accés a una zona de l'entresol on es conserven restes d'enteixinats i portes antigues.

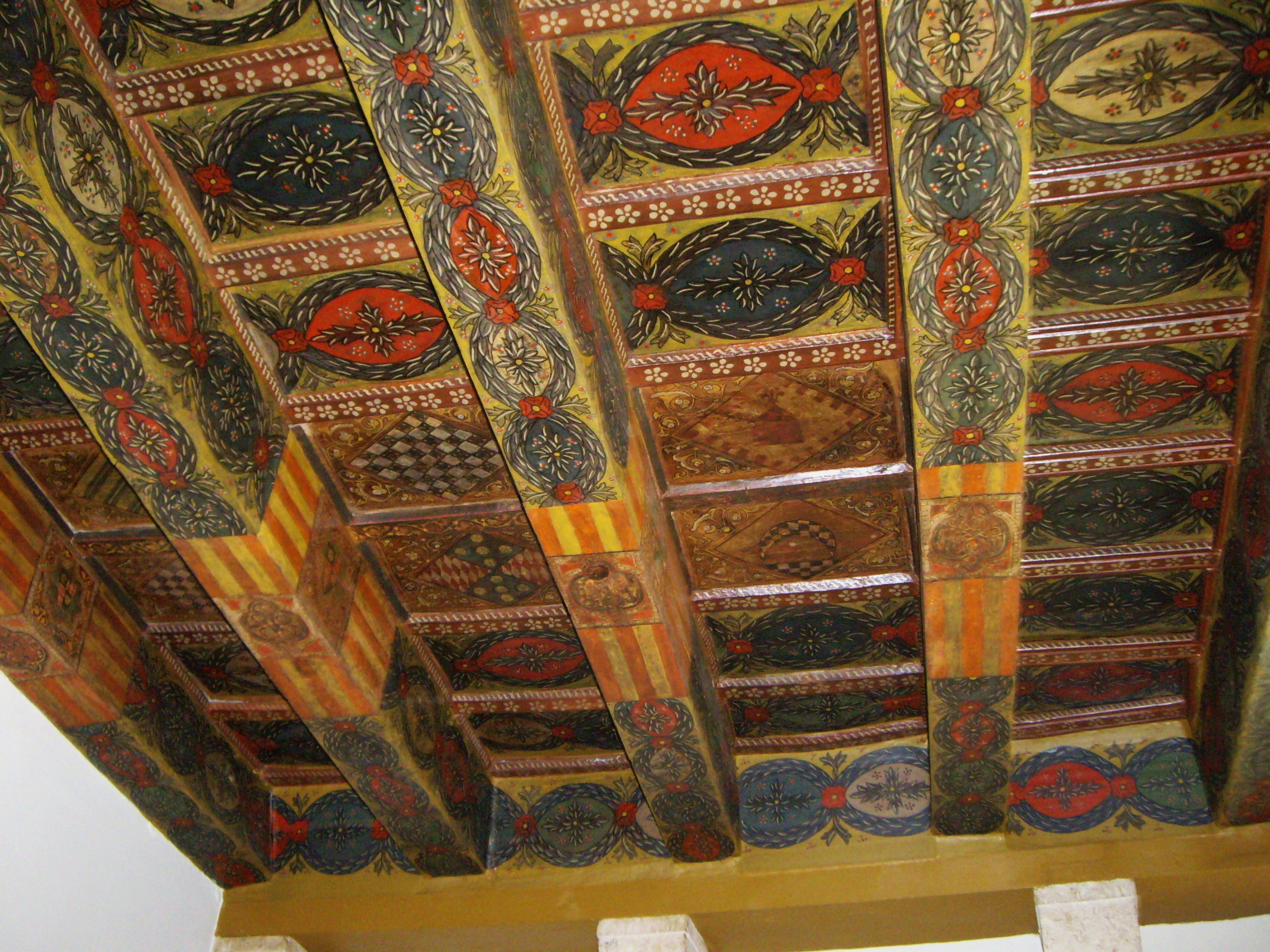
Teginat d'una habitació del palau

Un arc apuntat diafragmàtic d'arestes motllurades i tancat amb una reixa neogòtica dona pas a un tram cobert amb volta de canó apuntat que s'obre directament al pati. Aquest és ampli i respon al tipus usual de l'arquitectura civil mediterrània d'aquesta època i que serà tradicional de la casa senyorial valenciana durant segles. Està pavimentat a base de superfícies de morter delimitades per rajoles i decorades amb còdols que formen dissenys geomètrics i té el característic pou-aljub; a més, està cobert en part mitjançant una teulada petita amb enteixinat de fusta.
La part més antiga és l'oest, on arrenca l'escala amb barana de pedra en què s'accentua el desenvolupament dels esglaons mitjançant una motllura trencada. Aquesta escalinata està protegida per una alta lògia, que s'estén per la planta principal, formada per arcs ogivals sobre columnes primes de fust poligonal, que sostenen un enteixinat mixt d'estructura lígnia amb cassetons formats per rajoles planes de fang cuit a l'estil dels coneguts socarrats.
La resta de murs del pati estan ocupats a la planta baixa per uns pòrtics o porxades formats per arcs escarsers apuntats sobre pilars bisellats, sota els salmers dels quals se situen amples mensuletes de desenvolupament poligonal i abundants motllures, que sense complir cap funció constructiva, actuen com a capitells de pilastres inexistents.
La planta noble presenta el desenvolupament de les arcuacions que acullen l'escalinata i al pis superior s'obren finestres geminades de falsos arquets trilobulats, proveïdes de primíssims mainells. La resta de dependències d'aquest palau conserven en part la seua distribució primitiva, però han estat molt modificades per nombroses reformes i reconstruccions que oculten gairebé del tot les parts originals.